# Marína Hodžová

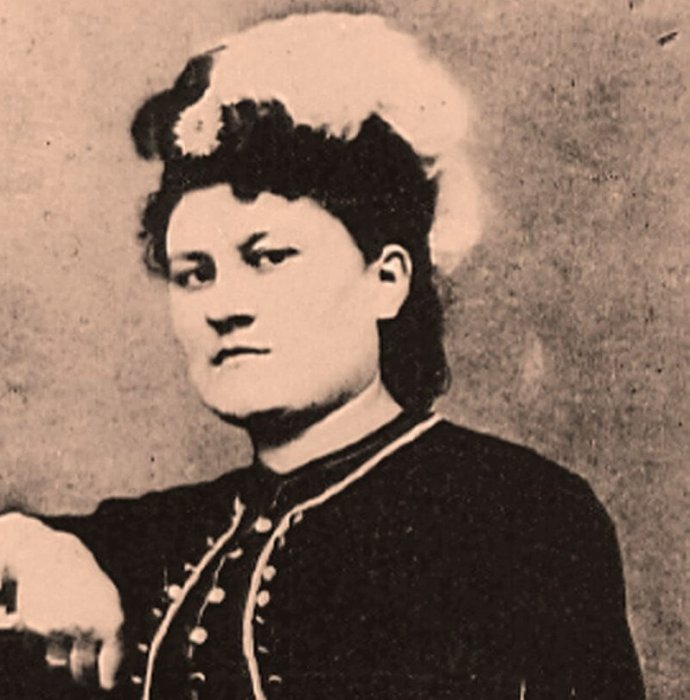
Marína Miloslava Hodžová

Marína Miloslava Hodžová (31. března 1842 Liptovský Mikuláš – 21. listopadu 1921 Bratislava) byla slovenská divadelní a osvětová pracovnice.

## Životopis
Marína Hodžová se narodila 31. března 1842 v Liptovském Mikuláši. Její rodiče byli Michal Miloslav Hodža, slovenský národní buditel, luteránský farář, básník, jazykovědec a Kornélia Kellnerová. Měla čtyři sourozence: Cyrila, Boženu, Ľudmilu a Oľgu. Její bratranec Milan Hodža byl mnohonásobný ministr a předseda vlády První Československé republiky. V Liptovském Mikuláši žila do roku 1859, kdy se přestěhovala do Banské Bystrice za středoškolským vzděláním. Odtamtud pokračovala do Neuendettelsau, kde v letech 1865–1866 studovala pedagogiku.
Po dokončení studií se coby učitelka vrátila do rodného Liptovského Mikuláše. Nastoupila tehdy do ochotnického divadelního spolku. Nezdržela se však dlouho, celá rodina se musela roku 1867 přestěhovat do Těšína. Některé dobové spisy označily tento pobyt rodiny v Polsku jako vyhnanství Michala Hodži. Marína tam tři roky pracovala jako učitelka, potom se usadila v Trnavě, kde pobývala a pracovala až do roku 1901. Zbytek života prožila v Bratislavě.
Krom vlastního učení se věnovala i šíření osvěty. Organizovala vzdělávací přednášky, kurzy a besedy pro dívky a ženy a přispívala do časopisů. V roce 1862 založila Slovenskou dívčí besedu, v rámci které se ženy a dívky setkávaly při čtení slovenských knih, recitování a ručních pracích. Samovzdělávací spolek ve městě fungoval do roku 1864. 
Marína Hodžová zemřela 21. listopadu 1920 v Bratislavě ve věku 78 let.